# Treat Williams
Treat Williams (n. 1 decembrie 1951, Stamford⁠(d), Connecticut, SUA – d. 12 iunie 2023, Albany, SUA) a fost un actor american de film, teatru și televiziune.

## Biografie
S-a născut în Rowayton, Connecticut și a intrat în Franklin și Marshall College cu o bursă de fotbal. Aici s-a familiarizat cu actoria și a continuat cariera în celebra Fulton Repertory Troupe. Datorită abilităților sale vocale excelente, a apărut adesea în musicaluri și filme muzicale. Debutul său pe Broadway din 1976 a fost asociat și cu o astfel de piesă, Grease. În 1979, a devenit celebru în întreaga lume cu Hair-ul lui Miloš Forman care i-a adus o nominalizare la Globul de Aur pentru cel mai bun actor debutant.
Au urmat diverse filme, mai ales în anii 1980 și 1990. Williams a jucat roluri în filme precum Prințul orașului (1981), A fost odată în America și Străfulgerarea (1984). În același timp, a apărut și la televizor din 1983.

## Filmografie

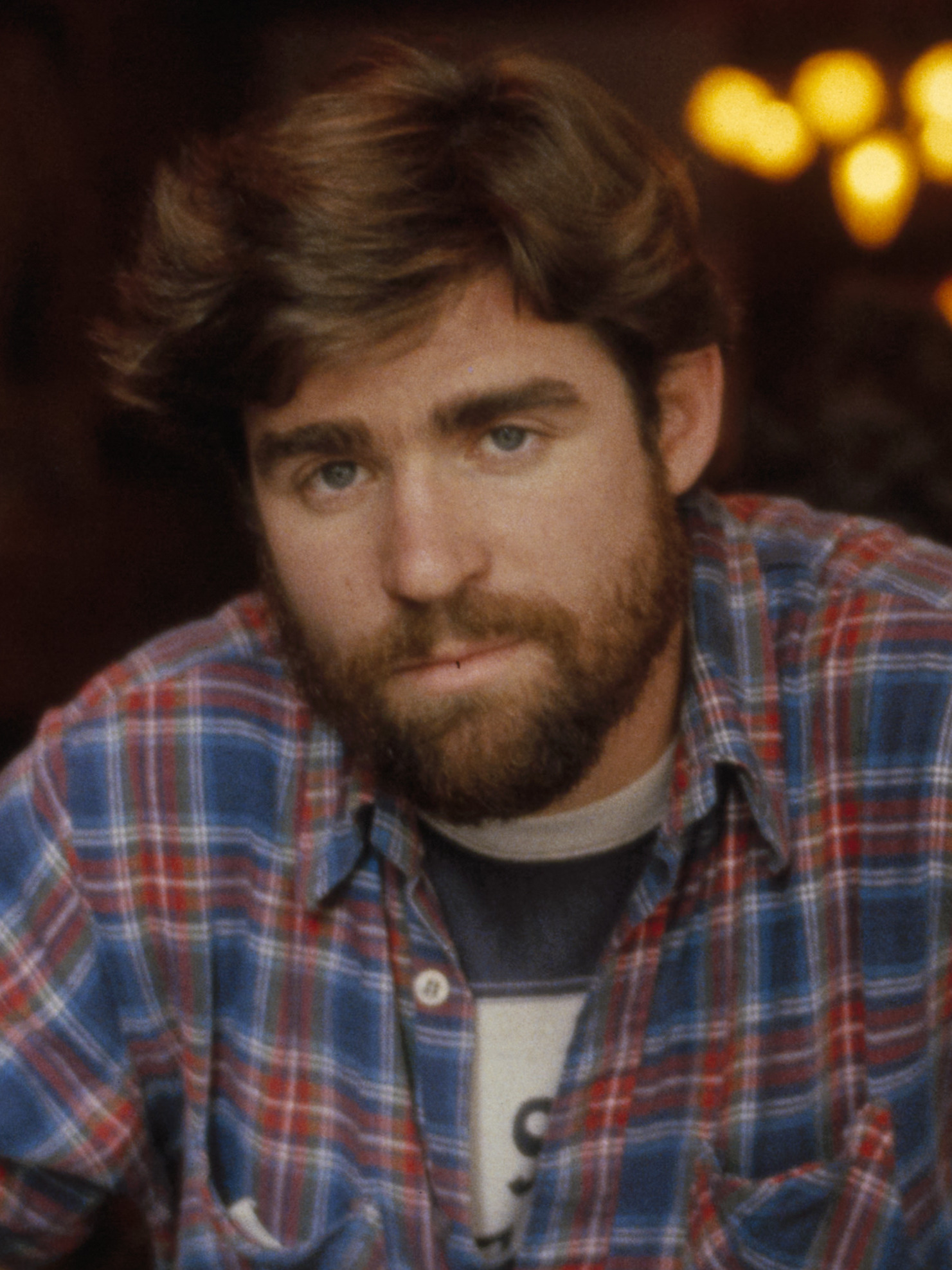
Treat Williams la Chelsea Central, New York în 1981

### Film
- 1976 The Ritz, regia Richard Lester : Michael Brick
- 1976 Marathon Man, regia John Schlesinger : Central Park Jogger (nemenționat)
- 1976 Deadly Hero : Billings
- 1976 The Eagle Has Landed, regia John Sturges : Capt. Harry Clark
- 1979 Hair, regia Miloš Forman : George Berger
- 1979 1941, regia Steven Spielberg : Cpl. Chuck "Stretch" Sitarski

- 1980 Why Would I Lie?, regia Larry Peerce : Cletus
- 1980 Imperiul contraatacă (The Empire Strikes Back), regia Irvin Kershner : Echo Base Trooper / Cloud City trooper (nemenționat)
- 1981 Pe urmele lui D. B. Cooper (Pursuit of D. B. Cooper), regia Roger Spottiswoode și Buzz Kulik : D. B. Cooper
- 1981 Prințul orașului (Prince of the City), regia Sidney Lumet : Daniel Ciello
- 1983 Neapolitan Sting, regia Vittorio Caprioli : Ferdinando detto Giugiù
- 1984 A fost odată în America (Once Upon a Time in America), regia Sergio Leone : James Conway O'Donnell
- 1984 Străfulgerarea (Flashpoint), regia William Tannen : Ernie Wyatt
- 1985 Smooth Talk (Smooth Talk), regia Joyce Chopra
- 1986 The Men's Club, regia Peter Medak : Terry
- 1988 Dulci minciuni (Sweet Lies), regia Nathalie Delon : Peter
- 1988 Russicum - I giorni del diavolo, regia Pasquale Squitieri : Mark Hendrix
- 1988 Noaptea rechinilor (La notte degli squali), regia Tonino Ricci : David Ziegler
- 1988 Dead Heat (Dead Heat), regia Mark Goldblatt : det. Roger Mortis
- 1989 Inimă de Dixie (Heart of Dixie), regia Martin Davidson : Hoyt Cunningham

- 1990 Oltre l'oceano, regia Ben Gazzara
- 1993 Il grande fiume del Nord (Where the Rivers Flow North), regia Jay Craven : Champ's Manager
- 1994 Hand Gun, regia Whitney Ransick : George McCallister
- 1995 Ce să faci în Denver după moarte (Things to Do in Denver When You're Dead), regia Gary Fleder
- 1996 Mulholland Falls (Mulholland Falls), regia Lee Tamahori : Col. Nathan Fitzgerald
- 1996 The Phantom, regia Simon Wincer : Xander Drax
- 1997 Prieten și dușman (The Devil's Own), regia Alan J. Pakula : Billy Burke
- 1999 In fondo al cuore (The Deep End of the Ocean), regia Ulu Grosbard

- 2000 Coliziune zero (Crash Point Zero), regia Jim Wynorski : Agent Jason Ross
- 2000 Missione ad alto rischio (Critical Mass), regia Fred Olen Ray
- 2002 Hollywood Ending, regia Woody Allen
- 2002 Jocul morții (Gale Force), regia Jim Wynorski : Sam Garrett
- 2005 Miss Congeniality 2: Armed and Fabulous, regia John Pasquin
- 2007 Moola, regia Don Most
- 2007 Il nascondiglio (The Hideout), regia Pupi Avati
- 2008 Mariaj de Vegas (What Happens in Vegas), regia Tom Vaughan

- 2010 Urlo (Howl), regia Rob Epstein și Jeffrey Friedman
- 2010 127 ore (127 Hours), regia Danny Boyle
- 2010 L'estate di Martino, regia Massimo Natale
- 2011 A Little Bit of Heaven, regia Nicole Kassell
- 2012 Attack of the 50ft Cheerleader, regia Kevin O'Neill : Dr. Grey
- 2012 Deadfall (Deadfall), regia Stefan Ruzowitzky
- 2014 Desculț (Barefoot), regia Andrew Fleming
- 2014 Operation Rogue, regia Brian Clyde
- 2018 A doua șansă (Second Act), regia Peter Segal
- 2018 The Etruscan Smile[9], regia Oded Binnun șki Mihal Brezis, : Frank
- 2019 Balto e Togo - La leggenda (The Great Alaskan Race), regia Brian Presley

- 2020 Crăciun în oraș cu Dolly Parton (Dolly Parton's Christmas on the Square), regia Debbie Allen
- 2021 Run Hide Fight - Sotto assedio (Run Hide Fight), regia Kyle Rankin
- 2021 12 Mighty Orphans (12 Mighty Orphans), regia Ty Roberts

### Televiziune
- 1983 Dempsey, regia Gus Trikonis : |Jack Dempsey - Film de televiziune
- 1984 Un tramvai numit dorință (A Streetcar Named Desire), regia John Erman : Stanley Kowalski – film TV
- 1987 J. Edgar Hoover : J. Edgar Hoover - film TV
- 1987 Echoes in the Darkness : Rick Guida
- 1990 Max and Helen, regia Philip Saville – film TV
- 1991 Final Verdict, regia Jack Fisk – film TV
- 1992 Till Death Us Do Part, regia Yves Simoneau – film TV
- 1992 Aventuri în Casa Morții (Tales from the Crypt) – serie TV, 1 episod
- 1992 The Water Engine, regia Steven Schachter – film TV
- 1992 Deadly Matrimony, regia John Korty – miniserie TV
- 1993 In the Line of Duty: The Price of Vengeance, regia Dick Lowry – film TV
- 1995 Johnny's Girl, regia John Kent Harrison – film TV
- 1996 The Late Shift, regia Betty Thomas : Michael Ovitz – film TV
- 1998 Escape: Human Cargo, regia Simon Wincer – film TV
- 1998 The Substitute 2: School's Out, regia Steven Pearl – film TV
- 1998 Every Mother's Worst Fear, regia Bill L. Norton – film TV
- 1999 36 Hours to Die, regia Yves Simoneau – film TV
- 1999 O călătorie spre centrul Pământului (Journey to the Center of the Earth), regia George T. Miller – miniserie TV
- 2000 Hopewell, regia Rod Holcomb – film TV
- 2006 Frați și surori (Brothers & Sisters) – serie TV, 4 episoade
- 2007 The Staircase Murders, regia Tom McLoughlin – film TV
- 2008 Front of the Class, regia Peter Werner – film TV
- 2009 Chasing a Dream, regia David Burton Morris – film TV
- 2009 Safe Harbor (Safe Harbor), regia Jerry Jameson – film TV
- 2009 The Storm, regia Bradford May – miniserie TV
- 2010 Boston's Finest, regia Gary Fleder – film TV
- 2011 Beyond the Blackboard, regia Jeff Bleckner – film TV
- 2011 Law & Order: Special Victims Unit – serie TV, 1 episod
- 2012 Leverage (Leverage) – serie TV, 1 episod
- 2013 Hawaii Five-0 – serie TV, 2 episoade
- 2014 CSI: Crime Scene Investigation – serie TV, 1 episod
- 2017 Crăciun la Rocky Mountain (Rocky Mountain Christmas), regia Tibor Takács – film TV
- 2022 We Own This City (We Own This City) – miniserie TV, 2 episoade
- 2024 Feud: Capote vs. The Swans - serie TV, 8 episoade

## Premii și nominalizări
| An   | Titlu                                               | Rol              | Note |
| ---- | --------------------------------------------------- | ---------------- | --- |
| 1979 | Hair                                                | George Berger    | Nominalizare – Golden Globe Award for New Star of the Year – Actor |
| 1981 | Prince of the City                                  | Daniel Ciello    | Nominalizare – Golden Globe Award for Best Actor – Motion Picture Drama |
| 1984 | Un tramvai numit dorință (A Streetcar Named Desire) | Stanley Kowalski | film TV Nominalizare – Golden Globe Award for Best Actor – Miniseries or Television Film |
| 1985 | Smooth Talk                                         | Arnold Friend    | Nominalizare – Independent Spirit Award for Best Male Lead |
| 1994 | Texan                                               | Man in Chinos    | film TV scurt Chicago International Film Festival Award for Best Short |
| 1996 | The Late Shift                                      | Michael Ovitz    | film TV Nominalizare – Primetime Emmy Award for Outstanding Supporting Actor in a Miniseries or a Movie Nominalizare – Satellite Award for Best Supporting Actor – Series, Miniseries or Television Film |